# Yamaha YFM350 Warrior
 (avril 2021).
Si vous disposez d'ouvrages ou d'articles de référence ou si vous connaissez des sites web de qualité traitant du thème abordé ici, merci de compléter l'article en donnant les références utiles à sa vérifiabilité et en les liant à la section « Notes et références ».
Le Warrior 350 (YFM350x) est un quadricycle (abrégé « quad » en français, all-terrain vehicle (ATV) pour « véhicule tout-terrain » en anglais) produit par Yamaha Motor Company. Il a été fabriqué au Japon de 1987 jusqu'en 2004, puis a été remplacé par le Raptor 350, reprenant le même moteur et de nombreuses autres pièces, mais dont l'apparence a été largement retravaillée pour correspondre aux autres modèles de la marque.
C'est le premier quad à vocation sportive/loisir équipé d'un démarreur électrique et d'une marche arrière.

## Spécifications
Sources,.
Moteur et transmission
- Monocylindre, 4 temps, refroidissement par air
- Cylindrée : 348 cm3 (83 × 64,5 mm)
- Puissance : 20,6 kW (28,0 ch) à 7 000 tr/min
- Couple : 30,4 N m à 6 000 tr/min
- 1 carburateur 36 mm
- Taux de compression : 9,2:1
- Distribution : simple arbre à cames
- Démarrage : électrique
- Boîte de vitesses : 6 vitesses, marche arrière
- Transmission : par chaine

Poids et capacités
- Poids : 180 kg
- Réservoir d'essence : 9 L
- Réservoir d'huile : 2,5 L

Dimensions
- Garde au sol : 125 mm
- Hauteur de selle : 764 mm
- Longueur : 1 840 mm
- Largeur : 1 080 mm
- Hauteur : 1 080 mm
- Empattement : 1 100 mm

Partie-cycle
- Suspension avant : double triangle, débattement 200 mm
- Suspension arrière : bras oscillant, débattement 200 mm
- Frein avant : 2 disques
- Frein arrière : disque
- Pneu avant : 22x7-10
- Pneu arrière : 22x10-9